# Mauro Astrada
Mauro Román Astrada (Chabás, Santa Fe, Argentina, 14 de noviembre de 1980) es un exfutbolista que jugaba como portero y Entrenador argentino. Actualmente dirige a Araucano Unido de la Tercera División B de Chile.

## Trayectoria

### Como jugador
Arquero de buenas condiciones surgió de inferiores de Boca Juniors. No pudo debutar en la Primera División del Fútbol Argentino porque adelante de él se encontraban Óscar Córdoba, Roberto Abbondanzieri, Cristian Fernando Muñoz y Wilfredo Caballero, sin embargo, integró listas de Copa Mercosur, Copa Libertadores y fue al banco de suplentes en un partido ante Club Atlético Los Andes en el 2000. “Es una alegría enorme. Haber llegado hasta acá ya me causa mucha satisfacción. Y que ahora se me presente la posibilidad de estar entre los 16 que saldrán a jugar contra Los Andes, es bárbaro”, dijo en ese entonces.
En 2002 fue a préstamo a Sportivo Italiano. Un año más tarde quedó libre junto a otros jugadores y se fue al Mallorca B donde estuvo hasta 2005. Tuvo un buen rendimiento en un equipo que finalmente se fue al descenso.
En 2005 pegó la vuelta a Sportivo Italiano. A mediados de 2006, se incorporó a Club Atlético Temperley, donde arrancó como titular pero perdió el puesto algunas fechas después y estuvo ahí hasta 2007. En 2007 se fue al Club Social y Deportivo Merlo. En 2008 se fue al Duque de Caxias Futebol Clube. El mismo año volvió a Argentina para jugar en el Asociación Atlético Luján de Cuyo, donde jugó hasta 2009. En 2009 fichó con Club Atlético Gimnasia y Esgrima (Mendoza), para el año siguiente pasar al Sportivo Desamparados.
En marzo de 2010 es anunciado como nuevo jugador de Unión Temuco de la Primera B de Chile.Tras la absorción del conjunto por Deportes Temuco, defendió la camiseta del equipo albiverde entre 2013 y 2014. Su última temporada como jugador profesional fue en Deportivo Maipú,donde se retiró en 2015.

### Como entrenador
Tras el retiro, se radicó junto a su familia en Temuco, donde se desempeñó como funcionario del Banco del Estado de Chile.Tras trabajar en Data Wise, en julio de 2023 debuta como entrenador, dirigiendo a Deportivo Meza de la Tercera División B de Chile.

## Clubes

### Como jugador
| Club                   | País      | Año       |
| ---------------------- | --------- | --------- |
| Boca Juniors           | Argentina | 2000-2002 |
| Sportivo Italiano      | Argentina | 2002-2003 |
| Mallorca "B"           | España    | 2003-2005 |
| Sportivo Italiano      | Argentina | 2005-2006 |
| Temperley              | Argentina | 2006-2007 |
| Deportivo Merlo        | Argentina | 2007      |
| Duque de Caxias        | Brasil    | 2008      |
| Luján de Cuyo          | Argentina | 2008-2009 |
| Gimnasia y Esgrima (M) | Argentina | 2009-2010 |
| Sportivo Desamparados  | Argentina | 2010      |
| Unión Temuco           | Chile     | 2011-2013 |
| Deportes Temuco        | Chile     | 2013-2014 |
| Deportivo Maipú        | Argentina | 2014-2015 |

### Como entrenador
| Club           | País  | Año       |
| -------------- | ----- | --------- |
| Deportivo Meza | Chile | 2023      |
| Araucano Unido | Chile | 2024-Act. |